# Połajewo (województwo wielkopolskie)
Połajewo – wieś w Polsce położona w województwie wielkopolskim, w powiecie czarnkowsko-trzcianeckim, w gminie Połajewo. Miejscowość jest siedzibą gminy Połajewo. Przez miejscowość przebiega droga wojewódzka nr 178.

## Części Połajewa
| SIMC    | Nazwa             | Rodzaj                          |
| ------- | ----------------- | ------------------------------- |
| 0528770 | Jakubowo          | część wsi (zniesiona w 2023 r.) |
| 0528787 | Lisia Góra        | część wsi (zniesiona w 2023 r.) |
| 0528793 | Stare Wybudowanie | część wsi (zniesiona w 2023 r.) |

## Historia
Wieś pierwotnie związana była z Wielkopolską. Ma metrykę średniowieczną i istnieje co najmniej od drugiej połowy XIV wieku. Wymieniona została w łacińskim dokumencie z 1387 jako "Polayewo, Polagewo", 1388 "Palagewo", 1389 "Polagowo, Polajevo, Połajew", 1392 "Polayevo", 1400 "Polayewice", 1424 "Polayowo".
Miejscowość była wsią szlachecką należącą do lokalnej szlachty wielkopolskiej z rodu Połajewskich, którzy od nazwy wsi przyjęli odmiejscowe nazwisko, a później także do Czarnkowskich herbu Nałęcz III. W 1450 leżała w powiecie poznańskim, województwa poznańskiego w Korony Królestwa Polskiego. Od 1408 była siedzibą własnej parafii. W 1510 leżała w dekanacie Oborniki.
Jako pierwszy właściciel odnotowany został w latach 1387-1405 Piotr Połajewski z Połajewa noszący też przezwisko "Chemka". W latach 1387-1404 prowadził on spory sądowe z powodu długów żydowskich z Jankiem z Lutomia, Janem z Łukowa, Bodzętą z Górki, Niemierzą ze Sławna, Stanisławem z Kolna. W 1389 z wyroku sądu miał odstąpić Mścigniewowi Brodziszewskiemu zastaw w Prusimiu wartości 40 grzywien oraz dać 10 grzywien za szaty. W 1389 wraz z bratem Janem w razie nieuiszczenia 40 grzywien poręki za Jana z Łukowa i kasztelana radzyńskiego Wincentego z Pniew, mieli im odstąpić na wieczne czasy 10 łanów, 4 karczmy oraz folwark w Połajewie. W 1391 odnotowano kolejny spór z Andrzejem Kowalskim ze wsi Kowalskie w powiecie gnieźnieńskim oraz z Niczkiem zwanym Rożek o 16 grzywien i karczmę w Połajewie. W 1392 Piotr Połajewski winien był Andrzejowi Kowalskiemu 25 grzywien, a sąd polecił wwiązać Andrzeja w zastaw obejmujący gospodarstwa 8 kmieci w Połajewie oraz karczmę koło stawu połajewskiego, a ponieważ Andrzej Kowalski jednocześnie winien był swemu krewnemu Jankowi 7,5 grzywny, sąd przysądza temu krewnemu czynsz w wysokości połowy grzywny od tej sumy z tej części Połajewa, którą otrzyma Andrzej. W latach 1398-1401 Piotr Połajewski z synami Janem zwanym "Dziurką" oraz "Chemką" prowadził spór z kasztelanem kaliskim Świętosławem z Szubina o 40 grzywien za bydło oraz konia wartości 10 grzywien.
W latach 1391-1398 wieś odziedziczyli synowie Piotra Połajewskiego - Jan zwany "Dziurka" lub "Czurca" oraz Piotr zwany Chemka. W 1394 tenże Jan prowadził spór z teściową Katarzyną Łagiewnicką z Łagiewnik, wsi królewskiej koło Poznania, o 50 grzywien posagu swej żony Gertrudy. W 1403 Piotrek Chemka miał zastępować w sądzie Wincentego Obrzyckiego, w razie jego nieobecności.
W 1392 wojewodzina Wichna z Sierakowa prowadziła spór sądowy z Żydem Aronem z Poznania w związku z wsią Połajewo. W 1394 zeznajła, że przez 2 lata pobierała czynsz od 8 kmieci w Połajewie. W 1403 biskup poznański Wojciech Jastrzębiec] przeznaczył różne dziesięciny, a w tym m.in. z Połajewa, na uposażenie wikariuszy katedry poznańskiej. W 1406 papież Grzegorz XII zatwierdził tę darowiznę.
W latach 1434-1448 jako właściciel we wsi notowany był Piotr Obrzycki syn Wincentego z Połajewa. W 1434 w jego imieniu Gotard Dołęga z Połajewa toczył proces z Krukiem, kmieciem z Wielinia koło Ostroroga, obecnie to wieś Wielonek. W 1435 Piotr Obrzycki zapisał Mikołajowi Dzięciołowi z Gniewniewic na Mazowszu 500 grzywien na Połajewie oraz na Sierakówku. W 1447 odstępił Boruszyn, Połajewo, Sierakówko i Tarnowiec podkomorzemu poznańskiemu Janowi Czarnkowskiemu w zamian za 1/4 Żelichowa wsi królewskiej w dobrach wielichowskich oraz 3000 grzywien. W 1448 Piotr Obrzycki przegrał proces z podsędkiem poznańskim Dobrogostem z Kolna o 94 grzywien szer. groszy, 101 złotych poręki oraz tyleż tytułem odszkodowania. Sąd dał Dobrogostowi wwiązanie w dobra Obrzycko oraz Połajewo należące do Piotra wg proporcji: za każde 10 grzywien długu otrzymać miał jeden łan osiadły lub 2 łany opuszczone i mógł zatrzymać je tak długo, dopóki dług nie zostanie spłacony.
W latach 1447-1580 miejscowość należała do szlacheckiego rodu wielkopolskiego Czarnkowskich. W 1447 podkomorzy poznański Jan Czarnkowski zakupił wieś od Piotra Obrzyckiego. W 1448 miał prawo bliższości do wsi. W 1450 sprzedał on z zastrzeżeniem prawa odkupu Połajewo i Sierakówko za 1457 złotych węgierskich Domaratowi z Margonina określając granice tych wsi. W latach 1486-1496 Połajewo odnotowane zostało w posiadaniu Czarnkowskich. W 1484 wojewoda poznański i kaliski, kasztelan gnieźnieński i santocki Sędziwój Czarnkowski zapisał swojej żonie Dobrochnie z Kościelca 400 grzywien z prawem odkupu na Połajewie i Młynkowie. Po jego śmierci jego synowie Maciej Czarnkowski oraz Sędziwój Czarnkowski w 1507 dokonują podziału majątku ojca w wyniku czego Maciej otrzymuje Połajewo. W 1557 wieś otrzymał w spadku po ojcu Piotr Czarnkowski.
Miejscowość odnotowały także historyczne rejestry podatkowe dzięki którym znamy stosunki własnościowe we wsi. W 1499 wieś nie zapłaciła wiardunków królewskich. W 1508 zapłaciła wiardunki wojenne od 9 łanów oraz od dwóch karczm. W 1510 miał miejsce pobór podatkowy od 8 łanów oraz dwóch karczm. W 1510 w Połajewie było 9,5 łana osiadłego, sołectwo osiadłe i drugie sołectwo opuszczone, które uprawiał dziedzic, a także folwark. W 1563 pobrano podatki od 8,5 łana oraz od karczmy. W 1577 podatki ze wsi zapłacił kasztelan poznański Piotr Czarnkowski. W 1580 Piotr Czarnkowski zapłacił pobór od 10 łanów, 13 zagrodników, krawca, karczmy z rolą oraz młyna wodnego o dwóch kołach wodnych.
Dokumenty historyczne przy okazji lokalnych procesów odnotowały także zwykłych mieszkańców wsi. W latach 1445-1446 odnotowany został Michał „laicus” oraz Michał Zimny z Połajewa, a w 1445 sołtys połajewski Wach. W 1445 Michał pleban połajewski toczył spór z sołtysem Wachem oraz z Michałem z Połajewa pozywając Michała o zaległe od 6 lat 6 groszy mesznego, które Michał powinien płacić po wygnaniu z karczmy plebańskiego karczmarza. Michał zeznał, że nigdy z tej karczmy nie płacono mesznego, a pleban z powodu niedopełnienia warunków umowy zażądał od Michała zwrotu roli, którą mu przed kilku laty wydzierżawił w celu jej wykarczowania.
W 1446 Szymon pleban połajewski pozwał Michała Zimnego z Połajewa o to, że wbrew woli plebana uprawiał role należące do kościoła w Połajewie i w ostatnich 2 latach zebrał z nich zboże dwóch gatunków o wartości 6 grzywien. Robił to mimo iż pleban napominał go, że może uprawiać te role tylko pod warunkiem oddawania połowy zbiorów plebanowi. Pleban pozwał go również o siano wartości 4 grzywien, zebrane w ciągu 2 lat z łąki należącej do kościoła. Pełnomocnik Michała dowodził, że pleban wydzierżawił mu jeden łan roli na 6 lat w zamian za czynsz jednej grzywny rocznie. Michał od roku uprawiał ten łan, obsiał go i nawiózł mierzwą, jednakże w ostatnim roku pleban nie pozwolił mu na zebranie 9 kóp grochu z tego pola.
W 1628 we wsi wybudowano nowy kościół św. Andrzeja. Połajewo było siedzibą parafii, do której oprócz niej należały Krośnino, Krośninko i Przybychowo, a w 1632 do parafii włączono także sąsiednią parafię Boruszyn ponieważ nie mogła się ona utrzymać z powodu zbyt szczupłych dochodów. W renesansie Mateusz Kossior dla połajewskiego kościoła stworzył tryptyk.
Wieś szlachecka położona była w 1580 roku w powiecie poznańskim województwa poznańskiego w Rzeczypospolitej Obojga Narodów. Wskutek II rozbioru Polski w 1793, miejscowość przeszła pod władanie Prus i jak cała Wielkopolska znalazła się w zaborze pruskim.
W latach 1975–1998 miejscowość położona była w województwie pilskim.
Znajduje się tutaj katolicki kościół parafialny św. Michała Archanioła i zabytkowy park wiejski.

## Ludzie związani z Połajewem
W 1888 w miejscowości urodził się abp Walenty Dymek, metropolita poznański, na placu przed miejscowym kościołem parafialnym znajduje się pomnik tego dostojnika.
W 1907 w miejscowości urodził się Czesław Surma – żołnierz AK w stopniu porucznika, uczestnik Akcji Bollwerk.
W 1919 roku w Połajewie urodziła się Jadwiga Tymek – harcerka, działaczka Szarych Szeregów i AK, zmarła w Auschwitz-Birkenau.
W 2021 Magdalena Gessler nakręciła we wsi odcinek programu Kuchenne rewolucje, przekształcając restaurację Silvano w Karczmę Gę gę gę.